# Gyürey Vera
Gyürey Vera (névváltozataː Gyürei; Budapest, 1938. december 25. –) Balázs Béla-díjas magyar filmpedagógus, filmtörténész, intézményvezető.

## Életpályája
1962-től közel négy évtizeden át a budapesti József Attila Gimnázium tanára volt. Az ELTE Bölcsészettudományi Karán a 20. századi magyar irodalomtörténet tanszékén módszertant oktatott. A magyar nyelv és irodalom tantárgy előadója volt az egykori Művelődési Minisztériumban, majd az Országos Pedagógiai Intézetben. 1985-től dolgozott a Magyar Filmintézetben, amelynek 1990-től 20 évig volt igazgatója. 1985-ben indította el a magyar tanárok filmes továbbképzését, amelyet 2011-ig vezetett. Nevéhez fűződik a magyar filmek digitális restaurálásának elindítása. A Színház- és Filmművészeti Egyetem osztályvezető tanára is volt. 2011-ben nyugdíjba vonult.
Férje Szabó István filmrendező.

## Munkaügyi botrányai
Bozóki András, volt kulturális miniszter, blogjában, 2006. október 25-én azt állította, hogy Gyurcsány Ferenc miniszterelnök utasította, ne írjanak ki pályázatot a Magyar Nemzeti Filmarchívum vezetői posztjára, hanem maradjon ott Szabó István felesége, Gyürey Vera, akinek megbízatása egyébként lejárt volna. Bozóki szerint Szabó maga kérte Gyurcsányt, intézze el ezt. Állításait Bozóki András a Hírszerző című hírportálnak megerősítette, Szabó István pedig azokat állítólag hazugságnak nevezte. Törvényszegő módon a Filmarchívum igazgatói posztjára később sem írtak ki pályázatot.
Beosztottjaival szemben személyes és szakmai ügyeit kirúgásokkal, perekkel intézte el.

## Könyvei
- Gyürey Vera – Balogh Gyöngyi – Honffy Pálː A magyar játékfilm története a kezdetektől 1990-ig (2004)[9]
- Gyürey Vera – Lencsó László – Veress József̠ː A magyar filmtörténet képeskönyve (2007)[9]

## Díjai és kitüntetései
- Balázs Béla-díj (1993)
- Reinhold Schünzel-díj (2015)
- Krisztina-díj (2016)[10]